# Mauro Vinícius da Silva
Mauro Vinícius da Silva, född 26 december 1986, är en brasiliansk friidrottare som tävlar i längdhopp.